# Amanda Schull
Amanda Schull (Honolulu, 26 agosto 1978) è un'attrice e ballerina statunitense.

## Biografia

### Carriera
Nata nelle Hawaii nel 1978, ha frequentato la Punahou School, la più vecchia scuola dell'isola, e, spinta dall'appassionata madre, la scuola di danza classica dell'Hawaii State Ballet, sotto la guida di John Landovsky.
A 17 anni ha vinto una borsa di studio per Balletto e Giornalismo all'Università dell'Indiana, ma dopo il secondo anno ha preferito studiare danza alla scuola del San Francisco Ballet, e nel 1999 è stata ammessa nel corpo di ballo come apprendista.
Deve la sua fama al suo ruolo da protagonista nel 2000, recitando nel film di Nicholas Hytner Il ritmo del successo; dopo averlo girato è stata assunta in pianta stabile nel San Francisco Ballet. Lascia il balletto nel 2006 per tornare a recitare.
Nel corso della sua carriera è apparsa in numerose serie televisive come The Mentalist, Hawaii Five-0, Vegas, Castle, Bones, Nikita, Ghost Whisperer - Presenze, Cold Case - Delitti irrisolti, Due uomini e mezzo, Lie to Me e Grimm.
Recita al fianco di Lucy Hale nel 2009 prendendo parte al film Le ragazze del Campus. 
Dal 2010 al 2013 prende parte ad alcuni episodi della serie Pretty Little Liars interpretando il personaggio di Meredith Sorenson.
Prende parte nel 2010 ad alcuni episodi della settima e dell'ottava stagione della serie One Tree Hill interpretando la parte della psicopatica Katie Ryan.
Ottiene un ruolo nel film del 2011 J. Edgar, di Clint Eastwood.
A partire dal 2012 appare come personaggio ricorrente nella serie televisiva Suits interpretando la parte della giovane avvocatessa Katrina Bennett.
Nel 2015 entra nel cast della serie L'esercito delle 12 scimmie, tratta dal film omonimo, nella parte della dottoressa Cassandra Railly.
Nel 2016 entra nel cast di Io sono vendetta, un film di Chuck Russell, recitando al fianco di John Travolta. Prende parte alla terza e ultima stagione della serie Murder in the First recitando il ruolo della procuratrice distrettuale Melissa Danson.

### Vita privata
Dal 2011 è sposata con George Wilson, con cui nel febbraio 2020 ha avuto un figlio.

## Filmografia

### Cinema
- Il ritmo del successo (Center Stage), regia di Nicholas Hytner (2000)
- Women on Top, regia di John P. Aguirre (2007)
- Mao's Last Dancer, regia di Bruce Beresford (2009)
- J. Edgar, regia di Clint Eastwood (2011)
- Io sono vendetta (I Am Wrath), regia di Chuck Russell (2016)
- Devil's Gate, regia di Clay Staub (2017)
- Marry Go Round ,regia di David Weaver(2022)

### Televisione
- The Cleaner - serie TV, episodio 1x12 (2008)
- Cold Case - Delitti irrisolti (Cold Case) - serie TV, episodio 6x11 (2008)
- Ghost Whisperer - Presenze (Ghost Whisperer) - serie TV, episodio 4x15 (2009)
- Lie to Me - serie TV, episodio 1x04 (2009)
- Le ragazze del Campus (Sorority Wars) - film TV, regia di James Hayman (2009)
- One Tree Hill - serie TV, 12 episodi (2009-2010)
- Bones - serie TV, episodio 5x14 (2010)
- Pretty Little Liars - serie TV, 7 episodi (2010-2013)
- Hawaii Five-0 - serie TV, episodio 1x14 (2011)
- Castle - serie TV, episodio 3x23 (2011)
- Due uomini e mezzo (Two and a Half Men) - serie TV, episodio 9x08 (2011)
- Psych - serie TV, episodio 6x16 (2012)
- Grimm – serie TV, episodio 1x20 (2012)
- The Mentalist - serie TV, episodio 4x23 (2012)
- Vegas - serie TV, episodio 1x02 (2012)
- Il doppio volto della follia (Imaginary Friend) – film TV, regia di Richard Gabai  (2012)
- Suits – serie TV, 55 episodi (2012-2019)
- Nel labirinto del serial killer (Hunt for the Labyrinth Killer) - film TV, regia di Hanelle M. Culpepper (2013)
- L'accordo (The Arrangement) - film TV, regia di Kevin Bray (2013)
- Nikita – serie TV, episodio 3x11 (2013)
- Tradimenti fatali (Betrayed) - film TV, regia di John Stimpson (2014)
- Suburgatory - serie TV,  episodio 3x09 (2014)
- L'esercito delle 12 scimmie (12 Monkeys) - serie TV, 47 episodi (2015-2018)
- HelLA - serie TV, episodio 2x06 (2016)
- Murder in the First - serie TV, 6 episodi (2016)
- Il mio amore passato e futuro (Love, Once and Always), regia di Allan Harmon (2018)
- Inaspettate passioni (Romance Retreat) - film TV, regia di Steve DiMarco (2019)
- MacGyver - serie TV, episodio 4x06 (2020)
- Natale e altri desideri (Project Christmas Wish) - film TV, regia di Jeff Beesley (2020)
- One Summer (Il faro dei ricordi) - film TV, regia di Rich Newey (2021)
- NCIS - Unità anticrimine (NCIS) - serie TV, episodio 19x10 (2022)
- Marry Go Round - film TV, regia di David Weaver (2022)
- The Recruit - serie TV, episodi 1x03 e 1x04 (2022)

## Doppiatrici italiane
Nelle versioni in italiano delle opere in cui ha recitato, Amanda Schull è stata doppiata da:
- Monica Vulcano in One Tree Hill, Il ritmo del successo, Nel labirinto del serial killer, Il mio amore passato e futuro
- Francesca Manicone in Psych, Nikita, Cold Case - Delitti irrisolti, Suburgatory
- Federica De Bortoli in Grimm, L'esercito delle 12 scimmie, The Recruit
- Ilaria Latini in Ghost Whisperer - Presenze, 9-1-1: Lone Star
- Valentina Mari in The Mentalist, Io sono vendetta
- Myriam Catania in Pretty Little Liars (s. 3), Suits
- Barbara De Bortoli in Il doppio volto della follia
- Micaela Incitti in Due uomini e mezzo
- Stella Musy in Pretty Little Liars (ep. 1x03)
- Gemma Donati in Le ragazze del campus
- Jessica Bologna in Tradimenti fatali
- Perla Liberatori in Hawaii Five-O
- Francesca Fiorentini in Vegas
- Tiziana Avarista in J. Edgar
- Letizia Ciampa in Castle
- Roberta De Roberto ne Il faro dei ricordi
- Selvaggia Quattrini in NCIS - Unità anticrimine